# Nevaio di Fonte Rionne

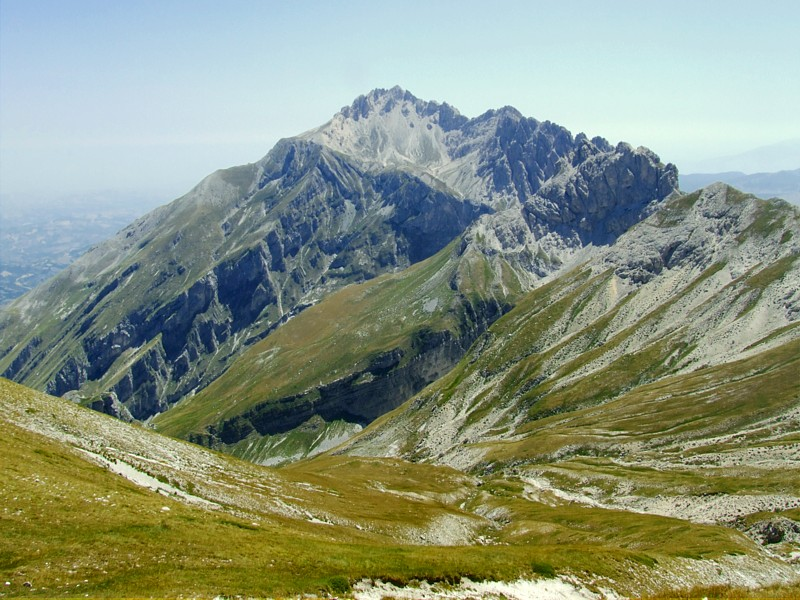
Localizzazione del nevaio sul Monte Infornace (gruppo del Monte Prena)

Il Nevaio di Fonte Rionne è un nevaio appenninico situato sul versante sud-occidentale del Monte Infornace (gruppo del Monte Prena), nel massiccio del Gran Sasso d'Italia, uno dei nevai del massiccio, tra alte pareti di dolomia, in posizione tale che non risulta soggetto a fusione. Situato tra 2050 e 2200 m circa, è uno dei più spettacolari del massiccio del Gran Sasso d'Italia e prende il nome dal vicino fosso di fonte Rionne. Il nevaio è alimentato da due elementi: il primo per le nevicate invernali, il secondo, per le valanghe che scendono dai pendii del monte fino ad arrivare in mezzo alle pareti rocciose, e la depositarsi.

## Descrizione
In più essendo spesso sottovento, la neve invernale riesce a "catturare" la neve che viene trasportata dai venti, in particolare quelli di grecale. Anche non essendo ad altitudini elevatissime da ghiacciaio, in nevaio resiste anche alle estati calde, e per tutto il periodo sopra lo zero, anche se in alcuni casi la massa nevosa può ridursi.
E inoltre un luogo molto riparato dai raggi solari, così evita di surriscaldarsi, senza provocare lo scioglimento. Di solito, a metà luglio lo spessore della neve varia da 20–30 m, mentre al fine della stagione estiva, circa più o meno metà agosto, lo spessore della neve non supera i 15–20 m, e resta di queste dimensioni fino ad ottobre. Poi con le nevicate autunnali la massa nevosa ricomincia ad aumentare. 
D'estate l'acqua di scioglimento scorre e forma dei piccoli laghetti di acqua, dove crescono fiori colorati, verde, che dominano il secco Campo Imperatore. Durante l'era glaciale si formarono piccoli ghiacciai, canaloni glaciali, che confluivano e formavano un ghiacciaio un po' più grande.
Tra il 1985 e il 2007 il nevaio è scomparso durante alcune estati. Nel 2001 è quasi scomparso; è rimasto solo un piccolo accumulo di neve, ma di pochi metri cubi, mentre nell'estate caldissima del 2003 non è scomparso per via dell'inverno che era comunque stato gelido e nevoso, nel 2007 è scomparso per via dell'estate caldissima, dominata dall'anticiclone africano per più di tre mesi.